# 東羅斯胡夫山

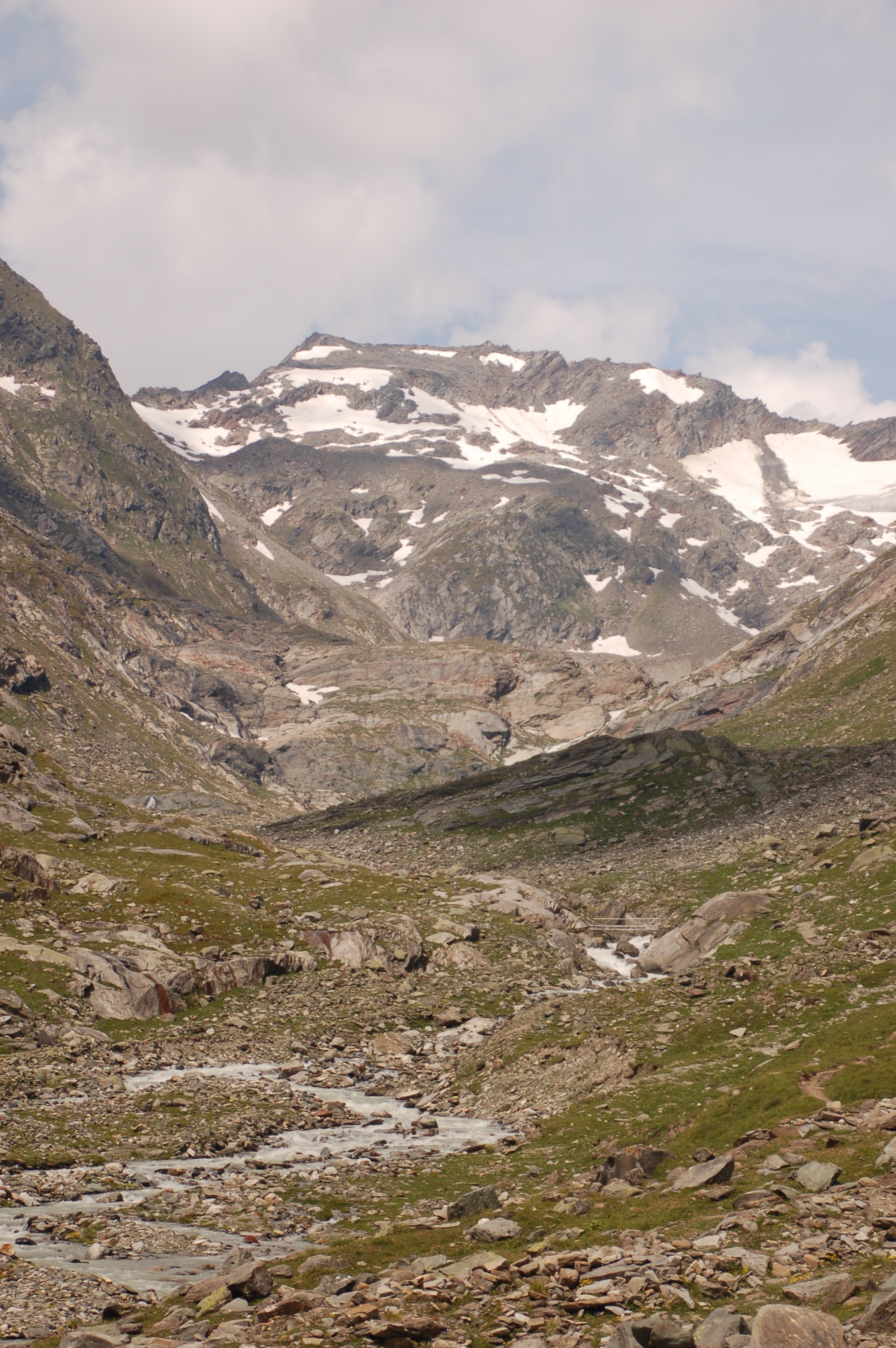

47°03′37″N 12°13′21″E / 47.060314°N 12.222464°E
東羅斯胡夫山（德語：Östlicher Rosshuf），是中歐的山峰，位於奧地利和意大利接壤的邊境，屬於維內迪傑山脈的一部分，海拔高度3,171米，人類在1921年首次登頂。